# Мюрццушлаг (округ)
Мюрццушлаг (нем. Bezirk Mürzzuschlag) — округ в Австрии. Центр округа — город Мюрццушлаг. Округ входит в федеральную землю Штирия. Занимает площадь 848,86 км². Население 42 943 чел. Плотность населения 51 человек/кв.км.
1 января 2013 года округа Брукк-ан-дер-Мур и Мюрццушлаг были объединены в новый округ Брукк-Мюрццушлаг.

## Города и Общины
1. Аллерхайлиген
2. Альтенберг-на-Раксе
3. Ганц
4. Капеллен
5. Киндберг
6. Криглах
7. Лангенванг
8. Миттердорф
9. Мюрцхофен
10. Мюрцстег
11. Мюрццушлаг
12. Нойберг-ан-дер-Мюрц
13. Шпиталь-ам-Земмеринг
14. Штанц
15. Файч
16. Вартберг